# Прапор Василівського району
Пра́пор Васи́лівського райо́ну затверджений рішенням № 21 восьмої сесії Василівської районної ради 24 скликання від 16 травня 2003 року.
Його було затверджено 24 вересня 2021 року під час восьмої сесії районної ради восьмого скликання. 

## Історія

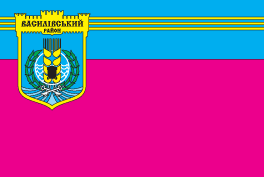

Попередній варіант герба було затверджено рішенням № 21 восьмої сесії Василівської районної ради 24 скликання від 16 травня 2003 року.

### Опис
Прапор Василівського району являє собою прямокутне полотнище синьо-малинового кольору та має співвідношення кольорів 1:2.
Малиновий колір символізує героїчне козацьке минуле Запорізького краю, частиною якого є Василівщина.
У лівій верхній частині прапора міститься зображення герба Василівського району.
Через верхню-синю частину прапора проходять три жовті смуги, які символізують минуле, сучасне і майбутнє району.